# Parallel Universe
Parallel Universe – piosenka zespołu Red Hot Chili Peppers, pochodząca z ich wydanego w 1999 roku, albumu Californication. Piosenka została wydana jako singel w Stanach Zjednoczonych, jednak nie doczekała się teledysku.
Jest drugim utworem na płycie, i jednym z najgłośniejszych, znajdujących się na albumie; nie jest nagrana w stylu funkowym, z jakiego zespół był znany dotychczas.